# Eric Wolff
Eric William Wolff (né le 5 juin 1957) est un climatologue, glaciologue et universitaire britannique. Depuis 2013, il est professeur de recherche de la Royal Society en sciences de la Terre à l'université de Cambridge,.

## Biographie
En 2009, il reçoit la médaille Louis Agassiz de l'Union européenne des géosciences. La médaille est décernée "en reconnaissance de la contribution scientifique exceptionnelle [d'un individu] à l'étude de la cryosphère sur Terre ou ailleurs dans le système solaire". En 2010, il est élu membre de la Royal Society (FRS). En 2012, il reçoit la médaille Lyell de la Geological Society of London. En 2020, il reçoit la médaille Richardson de la Société internationale de glaciologie avec Christina Hulbe.